# Natação no Campeonato Mundial de Esportes Aquáticos de 2019 - 4x200 m livre feminino
A prova do revezamento 4x200 metros livre feminino da natação no Campeonato Mundial de Esportes Aquáticos de 2019 ocorreu no dia 25 de julho, em Gwangju, na Coreia do Sul. 

## Recordes
Antes desta competição, os recordes mundiais e do campeonato nesta prova eram os seguintes:
| Tipo                  | Atleta | Tempo   | Local | Data                |
| --------------------- | ------ | ------- | ----- | ------------------- |
|                       | China  | 7:42.08 | Roma  | 30 de julho de 2009 |
| Recorde do campeonato | China  | 7:42.08 | Roma  | 30 de julho de 2009 |

Os seguintes novos recordes foram estabelecidos durante esta competição. 
| Data        | Prova | Nacionalidade | Tempo   | Recordes |
| ----------- | ----- | ------------- | ------- | -------- |
| 25 de julho | Final | Austrália     | 7:41.50 | ,        |

## Medalhistas
| Ouro | Prata | Bronze |
| Austrália · Ariarne Titmus · Madison Wilson · Brianna Throssell · Emma McKeon · Leah Neale* · Kiah Melverton* | Estados Unidos · Simone Manuel · Katie Ledecky · Melanie Margalis · Katie McLaughlin · *Allison Schmitt · Gabby DeLoof* · Leah Smith* | Canadá · Kayla Sanchez · Taylor Ruck · Emily Overholt · Penny Oleksiak · Rebecca Smith* · Emma O'Croinin* |

*Participaram apenas das eliminatórias, mas também receberam medalhas.

## Cronograma
Todos os horários são locais (UTC+9). 
| Data        | Hora  | Evento        |
| ----------- | ----- | ------------- |
| 25 de julho | 11:31 | Eliminatórias |
| 25 de julho | 21:47 | Final         |

## Resultados

### Eliminatórias
Esses foram os resultados das eliminatórias. Foram realizadas no dia 25 de julho com início às 11:31. 
| Colocação | Bateria | Raia | Nacionalidade  | Nadadoras | Tempo   | Notas            |
| --------- | ------- | ---- | -------------- | --- | ------- | ---------------- |
| 1         | 2       | 4    | Austrália      | Leah Neale (1:58.30) Madison Wilson (1:56.46) Brianna Throssell (1:56.70) Kiah Melverton (1:59.18)                    | 7:50.64 | Q                |
| 2         | 1       | 4    | Estados Unidos | Allison Schmitt (1:59.37) Gabby DeLoof (1:58.35) Melanie Margalis (1:56.37) Leah Smith (1:57.49)                      | 7:51.58 | Q                |
| 3         | 1       | 3    | Rússia         | Anastasia Guzhenkova (1:59.04) Valeriya Salamatina (1:57.54) Daria Mullakaeva (1:58.74) Veronika Andrusenko (1:57.34) | 7:52.66 | Q                |
| 4         | 1       | 5    | China          | Ai Yanhan (1:58.83) Dong Jie (1:59.72) Zhang Yuhan (1:57.16) Li Bingjie (1:58.39)                                     | 7:54.10 | Q                |
| 5         | 2       | 6    | Alemanha       | Reva Foos (1:58.81) Isabel Marie Gose (1:57.51) Marie Pietruschka (1:59.23) Annika Bruhn (1:58.75)                    | 7:54.30 | Q                |
| 6         | 2       | 5    | Canadá         | Kayla Sanchez (1:58.88) Emily Overholt (1:57.11) Rebecca Smith (1:58.74) Emma O'Croinin (2:00.37)                     | 7:55.10 | Q                |
| 7         | 1       | 6    | Hungria        | Ajna Késely (1:58.82) Evelyn Verrasztó (2:00.37) Zsuzsanna Jakabos (1:59.60) Katinka Hosszú (1:56.61)                 | 7:55.40 | Q                |
| 8         | 2       | 3    | Japão          | Rio Shirai (1:59.68) Chihiro Igarashi (1:59.17) Tomomi Aoki (1:58.17) Nagisa Ikemoto (1:58.98)                        | 7:56.00 | Q                |
| 9         | 2       | 2    | Polónia        | Aleksandra Polańska (1:59.80) Dominika Kossakowska (2:00.76) Marta Klimek (2:00.13) Aleksandra Knop (2:01.01)         | 8:01.70 |                  |
| 10        | 2       | 1    | Nova Zelândia  | Erika Fairweather (1:58.84) Carina Doyle (2:00.92) Chelsey Edwards (2:01.88) Eve Thomas (2:01.64)                     | 8:03.28 |                  |
| 11        | 1       | 2    | Hong Kong      | Camille Cheng (2:02.32) Siobhan Haughey (1:56.84) Ho Nam Wai (2:03.19) Stephanie Au (2:02.63)                         | 8:04.98 |                  |
| 12        | 2       | 7    | Coreia do Sul  | Choi Jung-min (2:02.21) Jung Hyun-young (2:02.10) Park Na-ri (2:01.89) Jo Hyun-ju (2:02.18)                           | 8:08.38 |                  |
| 13        | 1       | 7    | Singapura      | Quah Ting Wen (2:00.28) Gan Ching Hwee (2:02.80) Christie Chue (2:04.08) Quah Jing Wen (2:01.28)                      | 8:08.44 | Recorde nacional |
| 14        | 1       | 1    | Portugal       | Diana Durães (2:04.31) Tamila Holub (2:03.95) Ana Monteiro (2:10.93) Victoria Kaminskaya (2:10.80)                    | 8:29.99 |                  |

### Final
A final foi realizada em 25 de julho às 21:47. 
| Colocação         | Raia | Nacionalidade  | Nadadoras | Tempo   | Notas              |
| ----------------- | ---- | -------------- | --- | ------- | ------------------ |
| Medalha de ouro   | 4    | Austrália      | Ariarne Titmus (1:54.27) Madison Wilson (1:56.73) Brianna Throssell (1:55.60) Emma McKeon (1:54.90)               | 7:41.50 | Recorde mundial    |
| Medalha de prata  | 5    | Estados Unidos | Simone Manuel (1:56.09) Katie Ledecky (1:54.61) Melanie Margalis (1:55.81) Katie McLaughlin (1:55.36)             | 7:41.87 | Recorde da América |
| Medalha de bronze | 7    | Canadá         | Kayla Sanchez (1:57.32) Taylor Ruck (1:56.41) Emily Overholt (1:56.26) Penny Oleksiak (1:54.36)                   | 7:44.35 | Recorde nacional   |
| 4                 | 6    | China          | Yang Junxuan (1:56.41) Wang Jianjiahe (1:56.52) Li Bingjie (1:56.29) Zhang Yuhan (1:57.00)                        | 7:46.22 |                    |
| 5                 | 3    | Rússia         | Anna Egorova (1:58.19) Anastasia Guzhenkova (1:56.43) Valeriya Salamatina (1:56.93) Veronika Andrusenko (1:56.70) | 7:48.25 | Recorde nacional   |
| 6                 | 1    | Hungria        | Ajna Késely (1:59.60) Evelyn Verrasztó (1:59.74) Zsuzsanna Jakabos (1:57.63) Katinka Hosszú (1:57.60)             | 7:54.57 |                    |
| 7                 | 2    | Alemanha       | Reva Foos (1:59.81) Isabel Marie Gose (1:57.99) Marie Pietruschka (1:59.04) Annika Bruhn (1:58.79)                | 7:55.63 |                    |
| 8                 | 8    | Japão          | Rio Shirai (1:59.88) Chihiro Igarashi (1:58.81) Tomomi Aoki (1:58.32) Nagisa Ikemoto (1:59.30)                    | 7:56.31 |                    |

Legenda
| Recorde mundial       | Recorde mundial (World record)               |                       | Recorde africano                      | Recorde africano (African) |                                           | Q | Classificado por posição (Qualified) |
| Recorde do campeonato | Recorde do campeonato (Championship record)  | Recorde da América    | Recorde da América (Americas)         | q                          | Classificado por melhor tempo (Qualified) |   |                                      |
| Melhor marca do ano   | Melhor marca do ano (World leading)          | Recorde asiático      | Recorde asiático (Asian)              | DNS                        | Não largou (Did not start)                |   |                                      |
| Recorde nacional      | Recorde nacional (National record)           | Recorde europeu       | Recorde europeu (European)            | DNF                        | Não terminou (Did not finish)             |   |                                      |
| Recorde pessoal       | Recorde pessoal do atleta (Personal best)    | Recorde da Oceania    | Recorde da Oceania (Oceania)          | DSQ / DQ                   | Desclassificado (Disqualified)            |   |                                      |
| Recorde da temporada  | Recorde da temporada do atleta (Season best) | Recorde sul-americano | Recorde sul-americano (South America) | NM                         | Sem marca (No mark)                       |   |                                      |